# ヴィヴィアン・ジョゼフ
ヴィヴィアン・ジョゼフ（Vivian Joseph, 1948年3月7日 - ）は、アメリカ合衆国出身のフィギュアスケート選手。1964年インスブルックオリンピックペア銅メダリスト。パートナーは実兄でもあるロナルド・ジョゼフ。

## 経歴
4歳年上の兄ロナルド・ジョゼフとペアを組み、1962年の全米選手権で3位となった。翌1963年の北米選手権では銅メダルを獲得した。
1964年インスブルックオリンピックに出場し、カナダのデビー・ウィルクス＆ギー・レベル組と同じ席次数だったものの得点で下回り4位に終わった。しかし、銀メダルを獲得した東西統一ドイツのマリカ・キリウス＆ハンス＝ユルゲン・ボイムラー組が当時禁じられていたプロ活動の疑いを掛けられメダル剥奪となり、1966年にデビー・ウィルクス＆ギー・レベル組が繰り上がり銀メダル、ヴィヴィアン・ジョゼフ＆ロナルド・ジョゼフ組が銅メダルを獲得した。1987年、メダルを剥奪されたマリカ・キリウス＆ハンス＝ユルゲン・ボイムラー組の名誉回復がなされ銀メダルを再び授与することになったが、ヴィヴィアン・ジョゼフ＆ロナルド・ジョゼフ組の銅メダルは維持され、2014年公式に銀メダルは2つ、銅メダル1つという扱いとなった。

## 主な戦績
| 大会/年      | 1961-62 | 1962-63 | 1963-64 | 1964-65 |
| ------------ | ------- | ------- | ------- | ------- |
| オリンピック |         |         | 3       |         |
| 世界選手権   |         | 8       | 4       | 2       |
| 北米選手権   |         | 3       |         | 1       |
| 全米選手権   | 3       | 2       | 2       | 1       |